# بابينيوزوماب
بابينيوزوماب هو جسم مضاد وحيد النسيلة يؤثر على الجهاز العصبي وقد يكون له دور في علاج مرض آلزهايمر وربما الزرق.
في 6 آب 2012، أعلنت فايزر وجونسون وجونسون عن إيقاف تطوير التركيبة الوريدية لبابينيوزوماب بسبب عدم جدواها وهو ليس فعالاً أكثر من غفل كما ظهر في التجارب السريرية في علاج مرض آلزهايمر.